# Agrimonia pubescens
Agrimonia pubescens — вид рослин з роду парило (Agrimonia).

## Поширення та середовище існування
Вид є ендемічним для США (регіони: Алабама, Арканзас, Коннектикут, Делавер, округ Колумбія, Джорджія, Іллінойс, Індіана, Айова, Канзас, Кентуккі, Меріленд, Массачусетс, Мічиган, Міннесота, Міссурі, Небраска, Нью-Джерсі, Нью-Йорк, Північна Кароліна, Огайо, Оклахома, Пенсільванія, Род-Айленд, Південна Дакота, Теннессі, Техас, Вірджинія, Західна Вірджинія, Вісконсин, Вермонт) та Канади (регіони: Квебек, Онтаріо). Зростає у листяних або мішаних лісах, узліссях, заростях, на висоті від 0 до 1300 метрів над рівнем моря.

## Опис
Трав'янисті рослини заввишки від 50 до 160 см. Коріння — веретеноподібні бульби. Стебла з короткими черешкоподібно-залозистими волосками, волоски розсіяні, прямостоячі, 2–3 мм, жорсткі. Прилистки середнього стебла ± широко-половинисто-яйцеподібні, краї зубчасті. Основних листочків від 3 до 13. Листкові пластинки основних листочків еліптичні або вузькоеліптичні, іноді ± оберненояйцеподібні, розміром від 3,3 до 9,8 см завдовжки та від 1,4 до 5,5 см, верхівка від тупої до гострої або загостреної, абаксіальна поверхня з блискучими залозистими волосками. Суцвіття з короткими стрижнево-залозистими волосками, волоски жорсткі, ± розсіяні. Квіти зазвичай чергуються. Плодові гіпантії від раковинчастих до дзвонових, розміром 1,9–4,5 мм завдовжки та 2–4,6 мм завширшки, проксимальний ряд розкинутий.